# Можайськ (міське поселення)
Можайськ — міське поселення, центром якого є місто Можайськ, центр Можайського району Московської області Росії.

## Символіка
Місто Можайськ має власну символіку: герб та прапор. Сучасна версія міської символіки була ухвалена 16 січня 2007 року. Герб є основою міського прапора Можайська.

## Міський округ
Місто Можайськ є центром міського поселення до складу якого також входить 21 село та селище.
Список населених пунктів міського округу Можайськ:
- Велике Новосуріно, село
- Гідровузол, селище
- Зарічна Слобода, село
- Ільїнська Слобода, село
- Імені Дзержинського, селище
- Ісавиці, село
- Кожухово, село
- Количово, селище
- Красний Балтієць, село
- Кукаріно, село
- Марфін-Брод, село
- Медико-інструментального заводу, селище
- Можайськ, місто
- Москворіцька Слобода, село
- Нова, село
- Отяково, село
- Рильково, село
- Строїтель, селище
- Тетерино, село
- Тихоново, село
- Ченцово, село
- Ямська, село

## Міста-партнери
- Переяслав, Україна
- Єтрополе, Болгарія
- Лох'я, Фінляндія
- Шато-дю-Луар, Франція
- Дрохтерзен, Німеччина
- Кетченери, Росія, Республіка Калмикія
- Вілейка, Білорусь
- Обера, Аргентина
- Гагарін, Росія, Смоленська область
- Гороховець, Росія, Владимирська область
- Уязд, Польща
- Дербент, Росія, Республіка Дагестан
- Кириллов, Росія, Вологодська область
- Переславль-Залєський, Росія, Ярославська область
- Малоярославець, Росія, Калузька область
- Очаків, Україна
- Дмитров, Росія, Московська область
- Ніколаєвський район, Росія, Волгоградська область
- Славков-у-Брна, Чехія
- Шипка, Болгарія
- Медвежєгорськ, Росія, Республіка Карелія
- Волоколамськ, Росія, Московська область
- Токмак, Киргизстан